# پیربکران
پیربکران یکی از شهرهای شهرستان فلاورجان در استان اصفهان است. پیربکران در فاصله ۱۷ کیلومتری از شهر اصفهان قرار دارد.
منطقه وسیع پیربکران متشکل از چندین محله به نام‌های پیربکران، قلعه سر شیر، پاوا، فرتخون، جوچی، خروشاد، کرافشان، تمندگان، وزیر آباد، علی شاهدان ، پلارت ، سمسان ، خوانسارک، چم رود ، فیلورجان ، بجگرد ، طاد ، گلگون ، سهروفیروزان، دارگان، جوشان، زودان، ونهر، دستنا، نودرآمد، بروزاد و چندین محله دیگر  است. شهر پیربکران مرکز بخش پیربکران در شهرستان پرجمعیت فلاورجان است.

## وجه تسمیه
نام این شهر از آرامگاهی به نام «پیربکران» گرفته شده که مقبره محمد بن بکران، از پارسایان نامور این ناحیه است.
این آرامگاه که در ۳۰ کیلومتری جنوب غربی اصفهان قرار دارد میان سال‌های ۷۰۳ تا ۷۱۲ هجری ساخته شده‌است.
پیربکران در گذشته بالان نام داشته‌است که به علت وجود این بقعه، این شهر را پیربکران می‌نامند که هم‌اکنون پسوند نام خانوادگی افراد این شهر، «بالانی» است.

## آثار تاریخی
پیربکران روستای تاریخی است که از حدود ۱۰۰۰ سال پیش آثاری کهن در خود دارد که مهم‌ترین آنان عبارت‌اند از:
- بقعه پیربکران
- استراخاتون
- پل بابامحمود

### بقعه پیربکران
این بقعه اثر تاریخی آرامگاه پیربکران است که نام شهر از این اثر نشات گرفته این بنای تک ایوانی، از نظر سبک معماری شبیه به معماری دوره ساسانی و یادآور طاق کسری است، ولی طاق ایوان به جای این‌که مانند طاق‌های دوره ساسانی هلالی باشد، نوک‌دار است. گور محمدبن بکران، سازندهٔ اثر، و محمد نقاش، کاشی‌کار و نقاش اثر، در خود اثر قرار دارد. محراب معروف سلجوقی واقع در آن است که در آن نماز می‌خوانند.

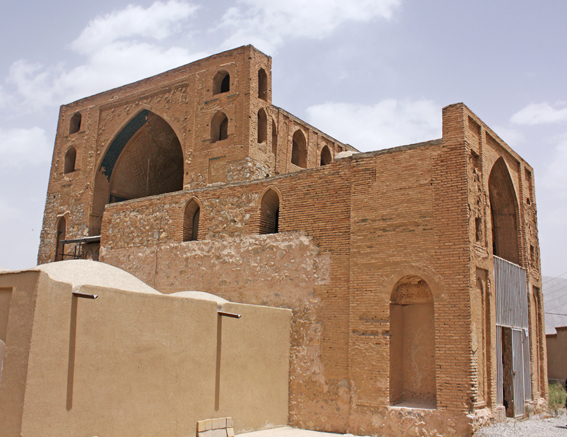
بنای بقعه پیر بکران

### استراخاتون
استراخاتون یا سارا خاتون یا ستاره خاتون یا سارا بنت آشر نوه حضرت یعقوب بنایی مذهبی متعلق به قوم یهود است. نام مقبره استراخاتون یا ستاره خاتون و طبق مستندات تاریخی به مقبره سوشاندخت یا دخت یزدگرد نیز معروف است طبق شواهد تاریخی گویا به هزار و چهارصد و اندی سال قبل بازمی‌گردد. سنگ قبر یافته شده از این بنا که به زبان عبری نوشته شده‌است، صراحتاً تاریخ ۱۲۰۰ سال قبل را نمایش می‌دهد. استرا خاتون یا ستاره خاتون (استرا در زبان کردی به معنی ستاره و خاتون هم به معنی خانم است، استراخاتون در زبان کردی همان ستاره خاتون فارسی است.

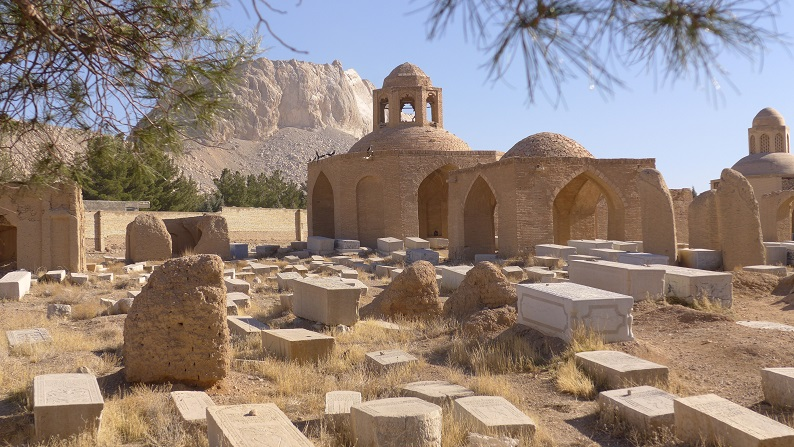

### پل بابا محمود
تأسیس آن به سال ۷۰۲ هجری و بنا به روایتی ۷۱۲ هجری بازمی‌گردد. این پل توسط حاکم محلی که دست نشانده ایلخان مغول بود به نام اولجایتو و نامش بابا محمود پدر محمد اشترگانی است پی‌ریزی و بنا شده‌است. یکی از ویژگی‌های این بنا داشتن گرده‌ای ملایم در حرکت معماری پل است که تقسیم فشار آب را در دو سوی پل تنظیم می‌نماید. این پل بارها توسط حاکم زمان تعمیر و بازسازی شده‌است طول پل حدود ۱۵۲ متر، عرض از ۵ الی ۸ متر متغیر است و ارتفاع آن از سطح بستر رودخانه ۷۲۰ سانتی‌متر می‌باشد.

این اثر در تاریخ ۲۵ اسفند ۱۳۴۵ با شمارهٔ ثبت ۶۳۴ به‌عنوان یکی از آثار ملی ایران به ثبت رسیده‌است. این پل در ۲۸ کیلومتری جنوب غربی اصفهان و در روستای پیربکران و روستای سهروفیروزان بر روی زاینده رود ساخته شده‌است. این پل چون در باغ محمود که از روستاهای شهرستان لنجان است قرار گرفته به پل باغ محمود نیز شناخته می‌شود. 

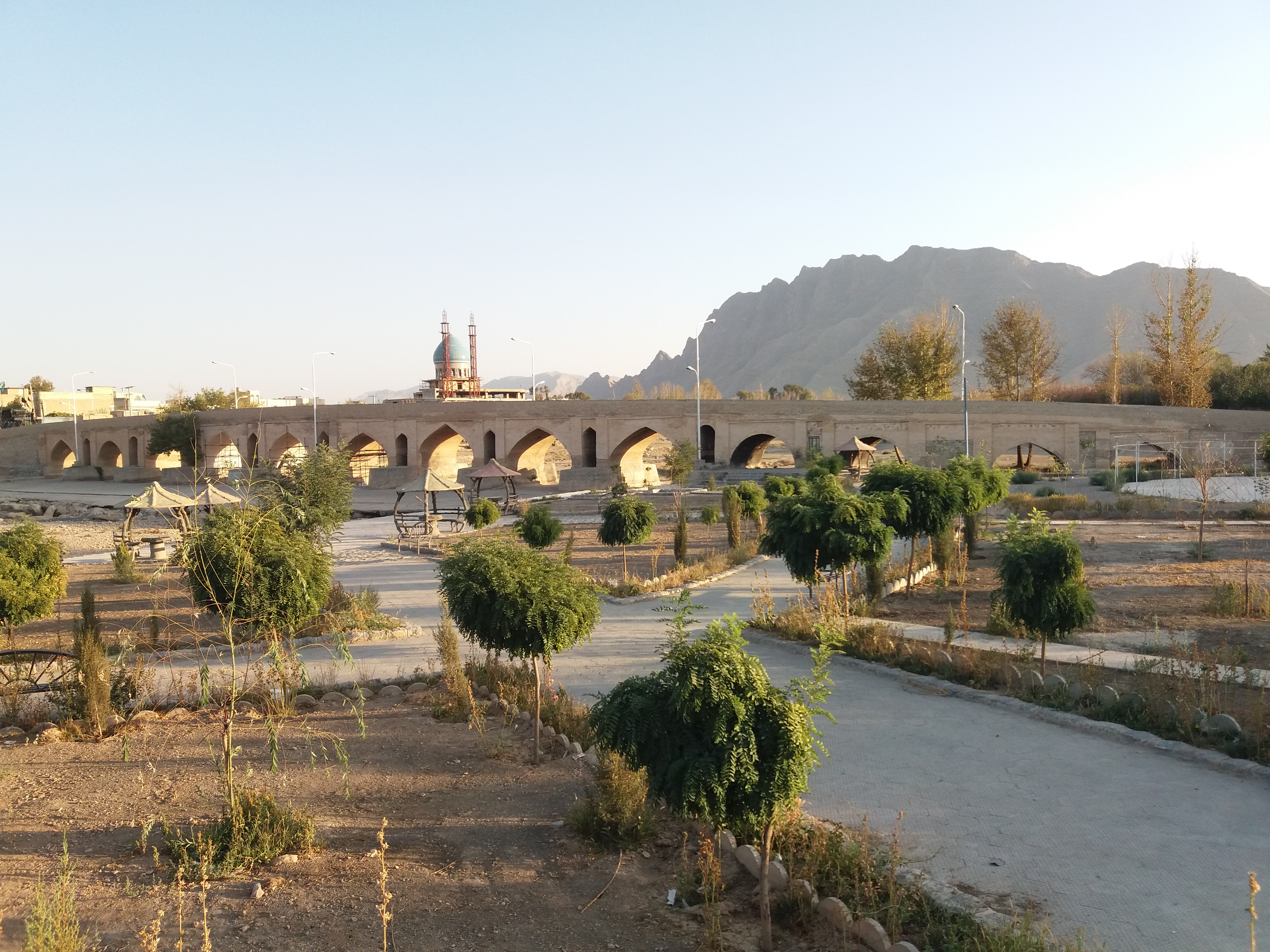